# Miru Tights
Miru Tights (jap. みるタイツ Miru taitsu) – japońska seria ONA wyprodukowana przez Yokohama Animation Laboratory, była emitowana między 11 maja a 27 lipca 2019 roku. Bazuje na serii ilustracji japońskiego artysty Yomu.   

## Fabuła
Pierwszy ranek nowego semestru był deszczowy, z opadającymi do kałuż kwiatami wiśni. Uczniowie liceum Yaegasumi wchodzili do budynku niosąc kolorowe parasole. Naprzeciw szafki na buty Yua rozmawiała ze swoją koleżanką Ren Aikawą, której rajstopy przemokły na deszczu. Do dziewczyn niedługo dołączyła również, udając, że wskakuje, przemoczona Homi. Nowy rok szkolny rozpoczyna się, a dziewczyny robiąc pozornie zwyczajnie rzeczy, schlebiają fetyszystom stóp. 

## Bohaterowie
Ren Aikawa (jap. 藍川 レン Aikawa Ren)
Seiyū: Haruka Tomatsu 
Zwyczajna uczennica drugiej klasy, próbuje udawać fajną, ale jest nieśmiała i trudno jej odmawiać prośbom innych ludzi. Ma 162 cm wzrostu i nosi rajstopy o grubości 60 den. Pracuje dorywczo jako kelnerka w rodzinnej restauracji.
Yua Nakabeni (jap. 中紅 ユア Nakabeni Yua)
Seiyū: Yōko Hikasa 
Szanowana uczennica osiągająca dobre wyniki zarówno w nauce, jak i sporcie. Nie jest zbyt rozmowna, ale łatwo się z nią dogadać, lubi też dokuczać Ren. Lubi robić sobie selfie i umieszczać je w mediach społecznościowych, ponadto jest cosplayerką. Ma 168 cm wzrostu i nosi rajstopy o grubości 30 den.
Homi Moegi (jap. 萌黄 ホミ Moegi Homi)
Seiyū: Aya Suzaki 
Promienna i radosna uczennica często zaskakująca Ren i Yuę. Do szkoły podwozi ją jeden z członków klubu pływackiego. W 10 odcinku okazuje się, że ma młodszego brata w gimnazjum. Ma 158 cm wzrostu i nosi rajstopy o grubości 110 den.
Yuiko Okuzumi (jap. 奥墨 ユイコ Okuzumi Yuiko)
Seiyū: Ai Kayano 
27-letnia wychowawczyni klasy Ren, popularna wśród uczniów. Pasjonuje się nauczaniem i prowadzeniem uczniów, przy czym czasem bywa nadgorliwa. W 7 odcinku wychodzi na jaw, że ma ona także uwodzicielską naturę, udało jej się uwieść jednego ze swoich uczniów chcąc go zmusić do posłuszeństwa.

## Anime
Miru Tights było udostępniane w serwisie YouTube na całym świecie w wersji z angielskimi i chińskimi napisami. Tyłówką jest „True Days” w wykonaniu Haruki Tomatsu, Yōko Hikasy i Ayi Suzaki, z których każda udzieliła głosu dubbingowanej przez siebie postaci. Dodatkowy odcinek OVA dostał dołączony do wydania Blu-ray, które ukazało się 22 sierpnia 2019 roku. 
| #        | Tytuł                                                                  | Reżyser      | Scenariusz     | Scenorys    | Premiera         |
| -------- | ---------------------------------------------------------------------- | ------------ | -------------- | ----------- | ---------------- |
| 1        | School Tights Tsūgaku taitsu (通学タイツ)                              | Kazuya Aiura | Fumiaki Maruto | Yuki Ogawa  | 11 maja 2019     |
| 2        | Cosplay Selfie Tights Kosupure jidori taitsu (コスプレ自撮りタイツ)    | Kazuya Aiura | Fumiaki Maruto | Kanta Kamei | 18 maja 2019     |
| 3        | A Change of Tights Okigae taitsu (お着換えタイツ)                      | Kazuya Aiura | Fumiaki Maruto | Yuki Ogawa  | 25 maja 2019     |
| 4        | Working Tights Hataraku taitsu (お着換えタイツ)                        | Kazuya Aiura | Fumiaki Maruto | Kanta Kamei | 1 czerwca 2019   |
| 5        | Swimsuit Tights Mizugi taitsu (水着タイツ)                             | Kazuya Aiura | Fumiaki Maruto | Yuki Ogawa  | 8 czerwca 2019   |
| 6        | Tatami and Tights Tatami to taitsu (畳とタイツ)                        | Kazuya Aiura | Fumiaki Maruto | Kanta Kamei | 15 czerwca 2019  |
| 7        | Tempting Tights Yūwaku taitsu (誘惑タイツ)                             | Kazuya Aiura | Fumiaki Maruto | Yuki Ogawa  | 22 czerwca 2019  |
| 8        | Foot Massage Tights Auratsu bo taitsu (足裏つぼタイツ)                 | Kazuya Aiura | Fumiaki Maruto | Kanta Kamei | 29 czerwca 2019  |
| 9        | Kotatsu Tights Kotatsu de taitsu (こたつでタイツ)                      | Kazuya Aiura | Fumiaki Maruto | Yuki Ogawa  | 6 lipca 2019     |
| 10       | Earpick Tights Mimikaki Taitsu (耳かきタイツツ)                        | Kazuya Aiura | Fumiaki Maruto | Kanta Kamei | 13 lipca 2019    |
| 11       | Valen-tights Barentaitsu (バレンタイツ)                                | Kazuya Aiura | Fumiaki Maruto | Yuki Ogawa  | 10 lipca 2019    |
| 12       | Travel Tights Tabi taitsu (旅タイツ)                                   | Kazuya Aiura | Fumiaki Maruto | Yuki Ogawa  | 27 lipca 2019    |
| 13 (OVA) | Cosplay Photoshoot Tights Kosupure satsuei taitsu (コスプレ撮影タイツ) | Kazuya Aiura | Fumiaki Maruto | Kanta Kamei | 22 sierpnia 2019 |

## Gra komputerowa
Gra typu puzzle o tytule Asobu Tights: Puzzle Lesson (jap. あそぶタイツ パズルレッスン Asobu Taitsu Pazuru Ressun; „Play Tights: Puzzle Lesson”) została wydana na platformy Nintendo Switch oraz Android 22 kwietnia 2021 roku. 